# Felemelt ököl

Stilizált felemelt ököl

A feminista mozgalom jelképe

A felemelt ököl az elnyomás elleni harc szimbóluma. Üdvözlő mozdulatként, logóként használatos a lázadással, erő alkalmazásával kapcsolatos mozgalmakban, de az egységet hangsúlyozó, összefogással, szolidaritással kapcsolatos társadalmi akciókban, eseményeken is.

## Története
Egy felemelt öklöt használt logójában a Világ Ipari Munkásai szervezet 1917-ben. A szimbólumot 1948-ban a mexikói Taller de Gráfica Popular nevű nyomtatási üzlet is népszerűsítette, ami művészettel segítette a forradalmi társadalmi ügyek haladását. A szimbólumot a világ több pontján felhasználták és kisajátították különböző csoportok, akik elnyomottnak érezték magukat.
A Vörös Frontharcos Szövetség üdvözlésként használta a második világháború előtt.
Az 1968. évi nyári olimpiai játékokon a 200-as futáson érmes Tommie Smith és John Carlos lehajtott fejjel és felemelt ököllel hallgatta végig az amerikai himnuszt a fajüldözés ellen tüntetve.
A felemelt öklöt más grafikai elemekkel is kombinálják. Például a sarló és kalapács a felemelt ököllel kombinálva a kommunista szimbolika része, míg ugyanilyen ököl a Vénusz tükörrel kombinálva a feminizmust reprezentálja.